# Evangelisch-Sozialer Kongress
Der Evangelisch-Soziale Kongress (ESK) ist eine am 28. Mai 1890 von Theologen, Volkswirtschaftlern, Politikern, Juristen und anderen gegründete Vereinigung, die auf ihren jährlich stattfindenden Tagungen soziale Probleme vom Standpunkt der protestantischen Ethik aus erörtert.

## Geschichte
Die Gründung des ESK fiel in das Jahr des Ablaufs des Sozialistengesetzes und des Rücktritts Otto von Bismarcks. Bedeutende Gründungsmitglieder und Initiatoren waren unter anderem Adolf Stoecker, Hermann Kropatscheck, Adolph Wagner und Adolf von Harnack. So war der ESK zunächst auch geprägt von Stoeckers patriarchalischer Ablehnung der sozialistischen Bewegung und gegründet zur Eindämmung des wachsenden Einflusses der Sozialdemokratie.
Auf seiner zweiten Tagung im Mai 1891 stellte der ESK sich in seinen Satzungen die Aufgabe „die sozialen Zustände unseres Volkes vorurteilslos zu untersuchen, sie an dem Maßstabe der sittlichen und religiösen Forderungen des Evangeliums zu messen und diese selbst für das heutige Wirtschaftsleben fruchtbar zu machen“.
In den Anfangsjahren, besondere auch auf der Tagung 1894 in Frankfurt am Main, kam es zu Krisen innerhalb des ESK aufgrund der sehr heterogenen Zusammensetzung und der unterschiedlichen Ziele seiner Mitglieder. Die sogenannten jüngeren Christlich-Sozialen um Friedrich Naumann, unterstützt von Max Weber, übten heftige Kritik an den ostelbischen Großgrundbesitzern. Dies führte bereits 1895 zum Austritt des konservativen Flügels unter Führung von Martin von Nathusius. Im Jahr 1896 verließ dann auch Stoecker mit einem Teil seiner Anhänger den Kongress. Im folgenden Jahr wurde unter seiner Leitung eine neue Bewegung, die Freie Kirchlich-Soziale Konferenz gegründet. Ebenfalls im Jahr 1896 sagte sich die Evangelische Arbeitervereinsbewegung vom ESK los.
Unter den Präsidenten Harnack, Otto Baumgarten und Walter Simons konnte der ESK sich als führende Kraft des liberalen protestantischen Bildungsbürgertums etablieren. Er konnte auch Einfluss auf die Gesetzgebung erreichen, fand aber kaum Zugang zur Arbeiterschaft. 1911 hatte er 1631 Mitglieder, 1933 noch über 1000.
Er gab die Druckschriften Evangelisch-Sozial (1904–1922 und 1924–1941) und Soziale Korrespondenz (seit 1927) heraus.
In der Zeit des Nationalsozialismus verlor der ESK an Bedeutung, obwohl er formal eigenständig blieb. Im Kirchenkampf verhielt er sich neutral. Nach 1945 gelang es nicht, die Arbeit des ESK wiederzubeleben bzw. fortzuführen.
In der Schweiz entstanden die evangelisch-sozialen Arbeitervereine erstmals in Basel 1894. 1907 wurde die Schweizerische evangelisch-soziale Unterstützungskasse SESUK gegründet. Ab 1917 entstanden die Vorläufer der heutigen Evangelischen Volkspartei. 1920 mutierte die SESUK zum Schweizerischen Verband evangelischer Arbeiter und Angestellter SVEA, der 1993 in der Gewerkschaft CMV aufging. 1923 wurde unter Mitwirkung des SVEA ein entsprechender Verband in Deutschland gegründet.

## Zitate
„Christlich-sozial ist Unsinn“

„Der Kongreß ist mit dem Ausscheiden Stöckers und mit dem Abrücken von den Konservativen immer mehr zu einer Aufrollung aller theoretisch und praktisch bedeutsamen Grundfragen der Ethik des Luthertums geworden, was sich auch darin kundgibt, daß seine Leitung in die Hand des Führers der fortschrittlichen protestantischen Theologie, Adolf Harnacks, übergegangen ist. Die aus den Protokollen zu verfolgende Gedankenentwicklung des freien, allmählich der Ethik mehr als der Dogmatik zugewandten Protestantismus ist überaus lehrreich und anziehend. Nur handelt es sich hier erst um die ersten Anfänge einer Neustellung der Probleme, hinter der die wissenschaftliche Ethik des modernen Protestantismus sehr zögernd einhergeht und die mit ihrem Ernst nur sehr kleine Kreise wirklich bewegt. Allein wo hat man heute überhaupt eine wirklich tiefgreifende Sozialethik?“

## Präsidenten
- Moritz Nobbe, 1890–
- Adolf von Harnack, 1902–1912
- Otto Baumgarten, 1912–1925
- Walter Simons, 1925–1933
- Johannes Herz, 1933–

## Generalsekretäre
- Paul Göhre, 1891–1894
- Immanuel Völter, 1895–1898
- Paul Rohrbach, 1898–1902
- Wilhelm Schneemelcher  sen., 1902–1923
- Johannes Herz, 1923–